# AnneGa
AnneGa, de son vrai nom Anne-Gaëlle Bourquin, est une chanteuse, auteure-compositrice et musicienne mauricienne née le 18 octobre 1995.

## Biographie
AnneGa est reconnue pour son style musical qui fusionne la pop, la soul et le pop-séga, apportant une touche contemporaine à la scène musicale mauricienne,.

### Jeunesse et formation
AnneGa commence sa carrière artistique à l'âge de six ans sur la scène de Timambo. Encouragée par ses parents, elle intègre le conservatoire où elle étudie le piano classique et rejoint la chorale des enfants. Durant son adolescence, elle participe à divers concours de chant et festivals, se produisant régulièrement devant le public,.
À 19 ans, elle se distingue en atteignant la finale de l'émission Talents by Mouv de Mouv Production en présence de Bruno Berberès, le directeur de casting de the Voice France, ce qui attire l'attention de Kabann Records, une société de gestion d'événements et de production artistique.

### Carrière musicale
Titulaire d'un diplôme en sciences politiques, AnneGa décide néanmoins de se consacrer pleinement à la musique. En 2017, elle entame la production de son premier album, s'impliquant dans l'écriture, la co-composition, ainsi que dans des sessions de coaching vocal et de préparation scénique.
Son premier single, Remember Me, sort en septembre 2019 et rencontre un accueil chaleureux du public mauricien. Ce titre lui vaut le prix du  Hit of the Year 2019 » . Parmi ses autres chansons notables figurent Sweet While, Charlie, Home, Nou Ale, Nou Ti Zil et Losean,,.
Elle collabore avec des artistes tels que Emanuel Desroches, Jason Heerah et Ribongia, notamment sur les titres Nou Ale et Nou Ti Zil.

### Style musical et influences
Le style d'AnneGa est caractérisé par une fusion de la pop, de la soul et du pop-séga. Elle cite parmi ses influences des artistes tels que Coldplay, Adele et Amy Winehouse. Sa musique est souvent décrite comme apportant une fraîcheur pop à la musique mauricienne, réinterprétant les sonorités locales avec des influences modernes,.

### Présence scénique et projets récents
AnneGa continue de se produire sur scène, participant à divers événements culturels à Maurice et à l’international,,.

## Discographie

### Albums
Remember Me (2019)
1. Here
2. Hayleen
3. The tale of captain Rod
4. Remember me
5. I know
6. Nou Ale (feat. Jason Heerah, Emanuel Desroches & Ribongia)
7. Sweet While
8. Charlie
9. Time
10. Into your eyes
11. A wonder
12. Farewell
13. It’s just a comma (feat. Vincent Brasse, Emanuel Desroches & Ribongia)
14. Home
15. Nou ti zil (feat. Emanuel Desroches & Jason Heerah)
16. Time (Orchestra version)

### Singles
- 2020 : Sweet While
- 2021 : It's Just A Comma
- 2022 : Dance Until the Rise
- 2022 : Sa Ki Nou Le[18]